# UFC Fight Night: Shogun vs. St. Preux
UFC Fight Night: Shogun vs. Saint Preux è stato un evento di arti marziali miste tenuto dalla Ultimate Fighting Championship svolto l'8 novembre 2014 al Ginásio Municipal Tancredo Neves di Uberlândia, Brasile.

## Retroscena
Questo fu il primo evento organizzato dalla UFC a Uberlândia.
L'incontro principale dell'evento prevedeva un match per la categoria dei pesi mediomassimi tra  il nigeriano Jimi Manuwa ed il brasiliano Maurício Rua, ma il primo s'infortunò e venne sostituito da Ovince St. Preux, il quale avrebbe dovuto affrontare prima Rafael Cavalcante e poi Francimar Barroso.
Dhiego Lima doveva inizialmente affrontare Pawel Pawlak. Tuttavia, Pawlak subì un infortunio e venne rimpiazzato da Jorge Oliveira.
L'incontro tra Ian McCall e John Lineker doveva essere il co-main event della serata. Successivamente, dopo la verifica del peso, McCall ebbe un'infezione virale e venne rimosso dalla card; mentre l'incontro tra Dhiego Lima e Jorge Oliveira venne spostato nella card principale.

## Risultati
|                  | Divisione             |                    |                 |                   | Metodo                                      | Round           | Tempo           | Premio          |
| Card Principale  | Card Principale       | Card Principale    | Card Principale | Card Principale   | Card Principale                             | Card Principale | Card Principale | Card Principale |
| ---------------- | --------------------- | ------------------ | --------------- | ----------------- | ------------------------------------------- | --------------- | --------------- | --------------- |
|                  | Pesi Mediomassimi     | Ovince Saint Preux | batte           | Mauricio Rua      | KO Tecnico (pugni)                          | 1               | 0:34            | POTN            |
|                  | Pesi Welter           | Warlley Alves      | batte           | Alan Jouban       | Decisione unanime (29-28, 29-28, 29-28)     | 3               | 5:00            |                 |
|                  | Pesi Welter           | Cláudio Silva      | batte           | Leon Edwards      | Decisione non unanime (28-29, 29-28, 29-28) | 3               | 5:00            |                 |
|                  | Pesi Welter           | Dhiego Lima        | batte           | Jorge Oliveira    | Decisione unanime (30-27, 30-27, 30-27)     | 3               | 5:00            |                 |
|                  | Pesi Paglia Femminili | Juliana Lima       | batte           | Nina Ansaroff     | Decisione unanime (29-28, 29-28, 29-28)     | 3               | 5:00            |                 |
| Card Preliminare |                       |                    |                 |                   |                                             |                 |                 |                 |
|                  | Pesi Piuma            | Diego Rivas        | batte           | Rodolfo Rubio     | Decisione unanime (30-27, 30-27, 30-27)     | 3               | 5:00            |                 |
|                  | Pesi Medi             | Caio Magalhães     | batte           | Trevor Smith      | KO (ginocchiata e pugni)                    | 1               | 0:31            |                 |
|                  | Pesi Leggeri          | Leandro Silva      | batte           | Charlie Brenneman | Sottomissione (rear-naked choke)            | 1               | 4:15            | POTN            |
|                  | Pesi Gallo            | Thomas Almeida     | batte           | Tim Gorman        | Decisione unanime (30-27, 30-27, 29-28)     | 3               | 5:00            | FOTN            |
|                  | Pesi Welter           | Colby Covington    | batte           | Wagner Silva      | Sottomissione (rear-naked choke)            | 3               | 2:26            |                 |

## Premi
I lottatori premiati ricevettero un bonus di 50.000 dollari.
Legenda:
- FOTN: Fight of the Night (vengono premiati entrambi gli atleti per il miglior incontro dell'evento)
- POTN: Performance of the Night (viene premiato il vincitore per la migliore performance dell'evento)

## Incontri Annullati
|  | Divisione         |                   |        |                   | Motivo                                              |
|  | ----------------- | ----------------- | ------ | ----------------- | --------------------------------------------------- |
|  | Pesi Mediomassimi | Rafael Cavalcante | contro | Ovince St. Preux  | Cavalcante subì un infortunio                       |
|  | Pesi Mediomassimi | Mauricio Rua      | contro | Jimi Manuwa       | Manuwa subì un infortunio                           |
|  | Pesi Mediomassimi | Ovince St. Preux  | contro | Francimar Barroso | St. Preux venne chiamato ad affrontare Mauricio Rua |
|  | Pesi Welter       | Dhiego Lima       | contro | Pawel Pawlak      | Pawlak subì un infortunio                           |
|  | Pesi Mosca        | Ian McCall        | contro | John Lineker      | McCall ebbe un'infezione virale                     |